# Gano di Maganza
Gano di Maganza, o Gano di Magonza (Ganelon in antico francese), è un personaggio della Chanson de Roland, poema del ciclo carolingio.
Appartiene alla famiglia dei Magonza, imparentati con Carlo Magno, che però verrà poi da loro tradito.

## Il personaggio
Il nome deriverebbe, secondo Karl Ferdinand Werner, dall'arcivescovo di Sens Gualtiero, che tradì Carlo il Calvo e consacrò diversi re dei Franchi Occidentali.

### Nella Chanson de Roland
Gano è il patrigno di Orlando e quindi è anche cognato di Carlo Magno, avendo sposato la madre di Orlando, Berta, sorella di Carlo Magno, dopo la morte del marito, Milone, per mano dei Saraceni.
Pur essendo uno dei paladini del re, Gano tradisce la propria patria svelando ai Saraceni il modo per cogliere di sorpresa a Roncisvalle la retroguardia franca di ritorno dalla Spagna. A capo di essa c'è Orlando, suo figliastro e oggetto di odio, che esita a suonare l'olifante per chiedere soccorso, causando così la propria morte e quella dei suoi compagni. La retroguardia viene sconfitta, ma Gano avrà una punizione orribile per il suo tradimento: egli sarà squartato vivo e i suoi resti bruciati e sparsi al vento.

### Nella Divina Commedia
Gano è citato da Dante Alighieri nel XXXII canto dell'Inferno da Bocca degli Abati con l'appellativo di Ganellone.
Più là con Ganellone e Tebaldello»
(Dante Alighieri, Divina Commedia, Inferno, canto XXXII)

### Nei testi ariosteschi
Il personaggio è presente nell'Orlando furioso e nei Cinque Canti di Ludovico Ariosto, col nome Ganellone.

## Nella cultura di massa
- Nel film del 1956 Orlando e i paladini di Francia, Gano di Maganza è interpretato da Vittorio Sanipoli.
- Nel 1962 Giulio Gianini ed Emanuele Luzzati presentarono al Festival internazionale del film d'animazione di Annecy un cortometraggio animato intitolato I paladini di Francia ovvero Il tradimento di Gano di Maganza, che vinse il Premio Opera Prima.
- Il personaggio è presente nel film del 1983 I paladini: storia d'armi e d'amori, dove è interpretato da Giovanni Visentin.
- Nel romanzo di Pietrangelo Buttafuoco del 2005 Le uova del drago: una storia vera al teatro dei pupi, compare un personaggio di nome Gano Maganza, un avvocato palermitano che nel 1943 rinnega il fascismo e viene poi nominato sindaco di Palermo sotto gli Alleati.